# Jon Abrahams
Jon Avery Abrahams, född 29 oktober 1977 i New York, är en amerikansk skådespelare. Han är bland annat känd för sina roller som Sonny Poncelet i kriminaldramafilmen Dead Man Walking, Bobby Prinze i skräckparodin Scary Movie, Denny Byrnes i den romantiska komedin Släkten är värst, och Dalton Chapman i skräckfilmen House of Wax. Han har också synts i andra filmer och TV-serier, såsom My Boss's Daughter, Boiler Room, Boston Public, Law & Order: Special Victims Unit, The Mentalist, och Criminal Minds.
Abrahams är bland annat släkt med Mack Gray (1905–1981), som även han arbetade som skådespelare. Han har också medverkat som DJ i den fjärde säsongen av talkshowprogrammet Ellen DeGeneres Show.

## Filmografi (i urval)

### Filmer
- 1995 – Kids
- 1995 – Dead Man Walking
- 1997 – Masterminds
- 1998 – Faculty
- 1999 – Outside Providence
- 1999 – Bringing Out the Dead
- 2000 – Boiler Room
- 2000 – Scary Movie
- 2000 – Släkten är värst
- 2001 – Texas Rangers
- 2002 – They
- 2003 – My Boss's Daughter
- 2005 – House of Wax
- 2005 – Nära & kära
- 2006 – Bottoms Up
- 2007 – Gardener of Eden
- 2012 – Hitchcock
- 2014 – Non-Stop
- 2015 – We Are Your Friends

### TV-serier
- 1998 – I lagens namn (TV-serie)
- 2002–2003 – Boston Public (TV-serie)
- 2003 – Law & Order: Special Victims Unit (TV-serie)
- 2014 – The Mentalist (TV-serie)
- 2014 – Criminal Minds (TV-serie)
- 2015 – Major Crimes (TV-serie)
- 2015 – The Astronaut Wives Club (TV-serie)
- 2016 – Hawaii Five-0 (TV-serie)
- 2020 – Stumptown (TV-serie)
- 2023 – Snowfall (TV-serie)